# Nortbruk
Nortbruk (ros. Нортбрук) – rosyjska wyspa na Oceanie Arktycznym o powierzchni 288,6 km².

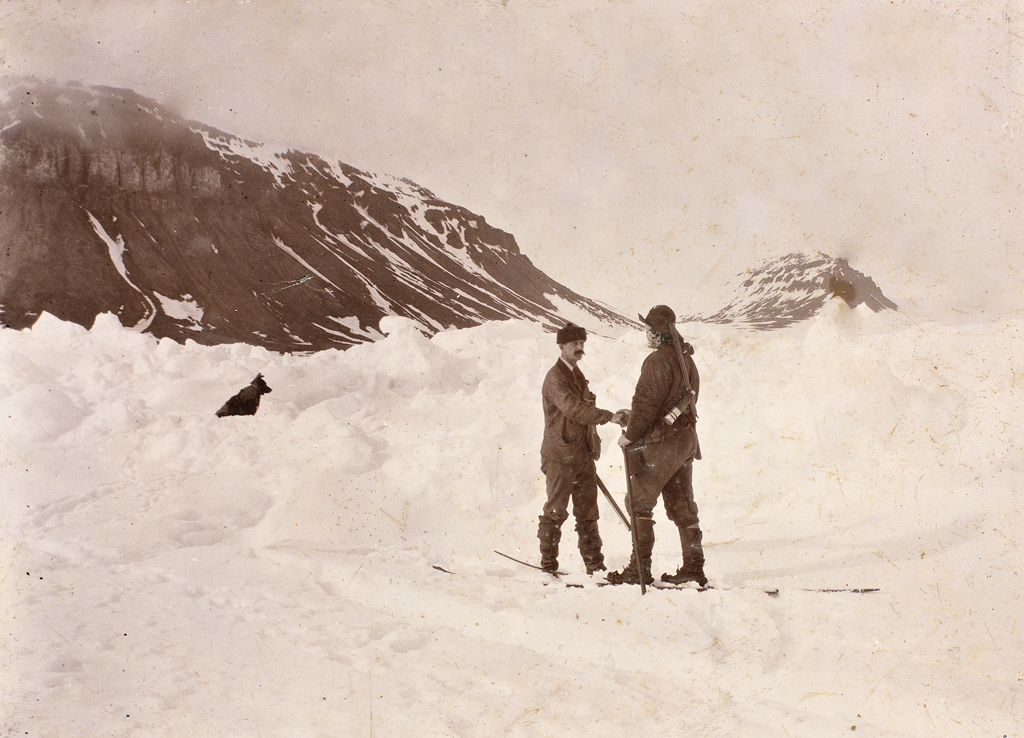
Nansen (z prawej) i Jackson na przylądku Flora, pozowana fotografia wykonana kilka godzin po rzeczywistym spotkaniu

Wyspę odkryła latem 1880 roku ekspedycja Leigha Smitha. W 1896 roku na wyspę przybyli norwescy polarnicy Fridtjof Nansen i Hjalmar Johansen, którzy przetrwali na Ziemi Franciszka Józefa zimę po nieudanej próbie zdobycia bieguna. 17 czerwca napotkali na niej innego badacza Arktyki, Fredericka George'a Jacksona, dzięki czemu mogli bezpiecznie powrócić do Norwegii.
W 2008 roku potwierdzono, że część tego lądu stanowi osobną wyspę − Wyspę Jurija Kuczijewa. W 2013 roku rosyjska ekspedycja badawcza Floty Północnej odkryła cieśninę dzielącą wyspę Nortbruk na dwie części, pierwsze wzmianki o cieśninie pojawiły się w roku 2006. Decyzji o nazwie dla nowej wyspy jeszcze nie podjęto.